# Дінкань
Дінкань, Дінкані (рум. Dincani) — село у повіті Арджеш в Румунії. Входить до складу комуни Ведя.
Село розташоване на відстані 124 км на захід від Бухареста, 20 км на захід від Пітешть, 84 км на північний схід від Крайови, 121 км на південний захід від Брашова.

## Населення
За даними перепису населення 2002 року у селі проживали 193 особи, усі — румуни. Усі жителі села рідною мовою назвали румунську.